# Virginio Monti
Virginio Monti (Genzano di Roma, 12 settembre 1852 – Roma, 14 febbraio 1942) è stato un pittore italiano.

## Biografia
Virginio Monti  nacque a Genzano di Roma, figlio di Andrea Pietro Monti e Rosa Feliciani; si dedicò subito alla pittura  ed al disegno, collaborando in Roma nella bottega del padre, anch'egli pittore, e poi nella bottega del pittore Pasqualoni. Verso il 1870 passò poi nello studio del pittore ferrarese Alessandro Mantovani dove partecipò al restauro degli affreschi delle Logge Vaticane.
Il primo lavoro fu la decorazione della Cappella dell'Annunciazione nella chiesa romana di Santa Maria dell'Orto nel 1875. Divenne Pittore Ufficiale della Chiesa Romana nominato dal Papa Leone XIII.  Pittore collocabile nel filone purista e nazareno che si richiamava all'accademismo dei pittori di metà Ottocento, può essere definito "pittore ecclesiastico" con lo scopo di recuperare la vera tradizione italiana. Per questo affrescò numerose chiese romane.
Benvoluto dal papa Leone XIII, nel 1881 il papa lo inviò nella sua città natale, Carpineto Romano, per eseguire opere di decorazione per le chiese di questa cittadina. Nel 1885, assieme al cognato Eugenio Cisterna, dipinse le lunette della Cappella del SS. Salvatore della chiesa di Santa Maria della Cima. 
Nel 1901 viene ammesso all'Accademia dei Virtuosi al Pantheon.
È sepolto tra i personaggi insigni nel Cimitero del Verano di Roma.

## Opere
- Affreschi del coro della Chiesa del Corpus Domini (Roma) (1893)
- Pala "Martirio di Santo Stefano" nel coro della Chiesa di Santo Stefano (Ferrara)
- Affreschi di San Pio V e Sant’Alfonso Maria de’ Liguori nella Cappella della Madonna delle Grazie della Cattedrale di Ferrara (1887)
- Cappella dell'Annunciazione della Chiesa di Santa Maria dell'Orto
- Affreschi nel Presbiterio del Santuario della Madonna del Buon Consiglio in Genazzano (1880 - 1881)
- Affreschi della volta della chiesa di Chiesa di Santa Maria Maddalena_(Bologna) (1895) - in collaborazione con l'ornatista Giovanni Battista Baldi
- Affreschi nella Chiesa di San Giorgio al Palazzo in Milano (1891)
- Affreschi nel Santuario della Madonna della Delibera (1896) e nella Chiesa del Santissimo Salvatore (1912 - 1913) in Terracina (LT)
- Affreschi Duomo di Osimo (1895 - 1900)
- Affreschi nella Cappella maggiore e nel corpo centrale della Collegiata di San Biagio a Pollenza
- Affreschi nella Cappella del Sacro Cuore nella parrocchia Camberwell New Road a Londra
- Decorazione interna della Cattedrale di Saint Louis nel Missouri, Stati Uniti
- Decorazioni (dal 1906 al 1909) della Chiesa Collegiata di Santa Elena a Birchircara, isola di Malta
- Quadro Titolare (1910) della chiesa dedicata alla Assunzione di Maria di Casal Dingli, isola di Malta.
- Decorazioni (1930) delle chiese di Gozo, isola di Malta - Xara Monumental Church, Kerċem's Perisch Church, In Nazzarenu Church.
- Decorazioni con raffigurazioni dei Paesaggi del territorio dei Castelli romani (primo quarto del XX secolo) di una sala del Palazzo Lercari (attuale Episcopio) ad Albano Laziale.